# Fidejkomis
Fidejkomis (iz latinskega fidei commissum: izročeno v varstvo) je bilo v rimskem pravu določilo v oporoki, ki je dediču nalagalo, da podedovano imetje po določenem času prepusti tretji osebi. V fevdalnem pravu je bil fidejkomis dedno rodbinsko posestvo, ki se je prenašalo iz roda v rod z dedovanjem, medtem ko prodaja in delitev nista bila dovoljena. V sodobnem dedovanjskem pravu fidejkomisarična substitucija večinoma ni dovoljena, kar velja tudi za Slovenijo